# ウルトラマンナイス
ウルトラマンナイスは、『ウルトラマンティガ』再放送枠（1999年10月 - 2000年9月）内でバンダイのウルトラマン関連商品コマーシャルフィルム（インフォマーシャル）として放送された玩具販促用の連作ミニドラマと、その主人公であるウルトラマンの名称である。全20話。

## 概要
「ウルトラマンナイスの正体は家族を守るパパ、その家族はそろってご町内を守るGOKAZOKU隊」という、CMのターゲット層を意識した設定。ストーリーも一貫して明るい内容であった（限られた時間枠で、さらに商品をアピールする目的のため、テンポ良く必ず明るい結末に帰結する）。
ほとんどのアクションは、グリーンバックによる実景合成による処理となっている。
本編の映像ソフト化は行われず、再編集したVHSビデオ「ナ・ナ・ナ・ナ・ナイスな大図鑑」がバンダイビジュアルから発売された。2022年4月よりTSUBURAYA IMAGINATIONにて本編の配信が行われている。

## ウルトラマンナイス
左右非対称のデザイン（斜めに流れるような胸の赤い模様、左胸に付いたカラータイマー）や、出身地「TOY1番星（）」など、独特の設定のウルトラマンである。背面の銀色のラインは「N」を象っている。右胸の弓状の白い模様は某企業のロゴに酷似していたことから変更となったものが決定稿となった。マスクはティガの改造で基本的な形状は同じだが、盛ったり削ったりしている。トサカは普通の赤だが、分割ラインの前面はメタリックレッドにしている。二期ではメタリックレッドだった部分が青になって電飾が仕込まれ、耳下部分にある分割ラインの下部部分が透明パーツになって発光する想定だった。掛け声は「ナァーッ」「ナッ」など。
コミカルな人情味のあるキャラクターで親しみやすく、一連のCM（全20話）が終了した後も、国内各地のショーで他のウルトラマンたちと共に出演。ショーではウルトラマンゼアスと共に、ウルトラマンナイスAndゼアスというコンビを組んで、ウルトラマン漫才を展開する。一見すると非常にコミカルなキャラクターだがストーリーによっては頼もしくヒーローらしい面を見せることもある（レイビーク星人が召喚したダークメフィスト（カナン星人の人形が実体化した偽物）に動揺するウルトラマンネクサスを叱責するなど）。
- また販促キャラクターとして位置づけされており、円谷プロの公式グッズ店「円谷ジャングル」で名誉店長を務めている他、gooの動画サービスではババルウ星人を相手にDJをしている。毎年開催されているウルトラマンフェスティバルでもショーの前説を務めているなど、作品自体は映像ソフト化されていないが、子供たちの認知度は高いとされる[3]。
- 菓子を食べて変身するというのは、衛生面をはじめ子供への安全性の配慮から絶対に通らないが、『ポパイ』のほうれん草の缶詰や『海底少年マリン』のオキシガムなど、超能力の発動条件が食べ物になっている作品は少なくないため、子供向け作品として「何かを食べて能力を得る」というプロセスは、絶対楽しいと確信していたことから断行された[5]。

### 能力など
通常技
パパパンチ
パワーを活かしたパンチを浴びせる。「捕らえられた未来」「ナイスが最高!!」編ではザゴン星人にダメージを与えた。
パパパパパンチ
「ナナナナナナナナッ!」の掛け声とともに、左右の拳から超スピードで繰り出す連続パンチ。「ハマリ過ぎにご用心」編でモモザゴンに背後から殴打され、危機におちいったときに放った起死回生の技で、夢星未来の呼びかけとともに、モモザゴンの胸に何度も叩き込むことで撃破した。
キキキック
パワーを活かした回し蹴りを放つ。「ウルトラマンナイスだってかっこいい!!」編でモモザゴンを倒した。また、「ピクニックに行こう!!」編でブルブルザゴンを倒したが、その後、足を痛めている。「じゃまするなっ」「新怪獣登場」編ではタブザゴンに破られた。「捕らえられた未来」「ナイスが最高!!」編ではザゴン星人にダメージを与えた。
パパパット
敵を掴んでパワーを活かした頭突きを食らわす。「お呼びじゃないね!!」編でザゴン星人を倒した。「ヒコーキが欲しい…」編でブルブルザゴンにキキキックを食らわした直後に使用し、倒した。
チョチョチョップ
パワーを活かしたチョップを決める。「未来の正夢」編でザゴン星人を倒した。
ジャジャジャンプ
空高く大ジャンプする。ミレニアムキックを出すために使用する。
アタタック
跳躍したのち、全身で相手にボディアタックを浴びせる力業で、ブルブルザゴンを転倒させた。また、タブザゴンには右肩から体当たりを浴びせているが、体を包む硬質の耳に阻まれて通用しなかった。
必殺技
ベリーナイス光線
体内エネルギーをスパークさせて、全身のパワーを集めた両腕を身体の中心でクロスさせ、「ナッ！」の掛け声とともに首を傾げると発射される必殺光線。タブザゴンには効かない。
ミレニアムキック
大きくジャンプして、急降下しながら放つキック。「出た!」編でタブザゴンの鼻にパパパンチを食らわした直後に使用し、倒した。「未来、迷う」編ではタブザゴンにダメージを与えた（この回では「キキキック」と呼ばれている）。
ミレニアムショット
右手の人差し指と中指をカラータイマーの上に置いてから前に突き出し、指先から連射する破壊光弾。「それにひきかえ…」「新怪獣登場」編でタブザゴンの弱点である鼻を攻撃して倒した。「ナイスが最高!!」編でモモザゴンを倒した。
ミレニアムクロス
気力によって強化され、修行の末に編み出した、ナイスの最強必殺光線。両腕を一回転させ、両腕を身体の前でクロスさせて放つ。ベリーナイス光線との違いは首を傾げる必要が無いこととクロスの手が前後逆ということ。タブザゴンも倒せる。
スペシウム光線
『新世紀ウルトラマン伝説』で登場ウルトラマン全員が放った光線。ウルトラ戦士はスペシウム光線を会得してからそれぞれの技に発展させているとされる。
能力的には、従来シリーズのウルトラマンたちより低い。身長・体重および能力値の数字はすべて「39（サンキュー＝THANK YOU）」で統一されている。
胸の前で親指を立てる仕草（サムズアップ）が決めポーズ。戦いに勝った時は、GOKAZOKU隊のメンバーから「ナーイス!」と同じポーズでエールを送られることが多い。
幻の右フックを新たな必殺技として開発中との設定もある。
『大怪獣バトルRR』の怪獣カードによれば戦い方はウルトラマンティガの記録から学んだと記述されている。

## GOKAZOKU隊
夢星一家6人で構成された防衛チーム。自宅の居間そのものが司令室になっており、怪獣出現感知と同時にちゃぶ台や壁からレーダーなどの設備が現れる。
本編では、怪獣から逃げる住民や未来の友達など一部を除き、GOKAZOKU隊以外の人間は登場しない。
劇中の地図では、GOKAZOKU隊の基地は東京都世田谷区経堂5丁目付近にあるとされている。
夢星 銀河（）
一家の大黒柱で、未来とコスモの父親。その正体はウルトラマンナイス。35歳。婿養子。
平時は保育園で保育士として働く温厚な性格の良き父親だが、怪獣が出現すると腕時計型通信機（GOKAZOKU隊制式装備）を模した変身アイテムナイスドリーマーの中に入ったチョコボール（シークレット・チョコと呼ばれる。）を食べてナイスに変身する。
ヘキサジェット1号機に搭乗。ウルトラマンティガに憧れているらしい。
夢星 語（）
アキミの父親で、未来とコスモの祖父。GOKAZOKU隊の隊長を務める。60歳。婿養子。
ヘキサジェット6号機に搭乗。銀河がナイスであることを知っている。
- 演じた黒部進は、初代『ウルトラマン』のハヤタ・シン隊員役。

夢星 キク（）
アキミの母親で、未来とコスモの祖母。54歳。
ヘキサジェット5号機に搭乗。語同様、銀河がナイスであることを知っている。
- 演じた桜井浩子は、初代『ウルトラマン』のフジ・アキコ隊員役。

夢星 アキミ（）
銀河の妻で、未来とコスモの母親、語とキクの娘。33歳。ヘキサジェット4号機に搭乗。
夢星 コスモ（）
銀河とアキミの長女。10歳。ヘキサジェット2号機に搭乗。
夢星 未来（）
銀河とアキミの長男。7歳。ヘキサジェット3号機に搭乗。
ウルトラマンが大好きで、オモチャや関連グッズを多数所有している。姉であるコスモのことは「コスモ」と呼び捨てである。

### 装備・戦力
GOKAZOKU隊スーツ
黄色で隊員全員が出動時やヘキサジェット搭乗時に着用する制服。着用者を敵の攻撃から守る防御性能に優れている。
- デザインはプレックスが担当。科学特捜隊のイメージが取り入れられている。

スターメット
スーツ同様黄色の透明バイザーが付いた専用ヘルメット。
- 造形物はバイク用ヘルメットを改造したもの。

ドリームタイム
赤いカラーのGOKAZOKU隊専用の高性能通信機の機能を併せ持つ腕時計。
ナイススターガン
赤と黒のカラーリングのGOKAZOKU隊専用銃。内部のエネルギーカートリッジを銃身を折って交換することが可能。
ヘキサジェット
6機の戦闘機。劇中では後期制作分で語の乗る6号機しか登場していない。初期は戦闘機を保有していなかったが念願叶って登場。合体戦闘機ヘキサウイングになる。

## 登場怪獣
『空想特撮映像のすばらしき世界 ウルトラマンティガ/ウルトラマンダイナ/ウルトラマンガイア』では別名の前半をひらがなで表記している。

猛毒宇宙人 ザゴン星人
いつもナイスに戦いを挑んでくる宇宙人。地球征服を目的としている。戦力は分身と腕から出す怪光線。「捕らえられた未来」編では変身能力で銀河に化けた。
設定では耳から猛毒のザゴン菌を出すとされているが、劇中未使用。
- デザイン画は、『ティガ』のころに描いていた怪獣をベースに、細部を変更し、派手なカラーリングにしている。
- 映画『新世紀2003ウルトラマン伝説 THE KING'S JUBILEE』ではウルトラマンキングの誕生日を怪獣たちと共に祝福する。

食いしん坊怪獣 モモザゴン
耳から怪音波を発射する。肩書きと名前通り体色は桃色で大食漢。張り手攻撃が得意。ザゴン星人やブルブルザゴンとコンビを組んで戦うこともある。
- 顔はサイン看板や信号機のようなものにしている。

暴れん坊怪獣 ブルブルザゴン
手が付けられない怪力の持ち主で、尻尾が武器の青い怪獣。猫のような声で鳴く。口から青い火の玉を吐く。
- 可愛らしい顔にして、ひざと胸に渦巻きを入れている。
- 『ウルトラマンフェスティバル2011』ライブステージ第2部では、怪獣軍団の1体として登場。

怒りん坊怪獣 タブザゴン
ブタのような姿の怪獣。鼻から笑気ガスを噴出し、硬い耳を閉じて身を守る（第二の顔と呼ばれる状態）。耳を閉じた時はベリーナイス光線を弾き返し、開いている時は左の耳で吸収し右の耳から跳ね返す。口から火炎と怪光線を吐く。鼻の穴を攻撃されると弱い。怪力で、体当たり攻撃が得意。チラシの中に出入りする能力も持つ。
- 特徴付けるために耳の開閉を入れている。未使用であるが、3種類の顔のパターンが描かれている。

## 出演者
- 夢星銀河：宮坂ひろし
- 夢星語：黒部進
- 夢星キク：桜井浩子
- 夢星アキミ：矢代朝子
- 夢星コスモ：石田比奈子
- 夢星未来：津本恵輔
- ナレーション：伊藤啓太
- ザゴン星人の声：円谷昌弘
- ウルトラマンナイス：岡野弘之
- 怪獣：三宅敏夫

## スタッフ
参照：FCティガ/ダイナ/ガイア 2001, p. 78
- プロデューサー：円谷昌弘
- 監督：伊藤啓太
- 助監督：田村浩太郎、富田卓
- カメラマン：高橋義仁
- VE：岡田昌宏
- 美術デザイナー：井口昭彦（GAM）
- ヘアメイク：伊藤聖子（前期）、樋沼弥生（後期）、岡部まり（共通）
- キャラクターデザイン：丸山浩
- 造型：開米プロダクション
- 広告主：バンダイ
- 制作広告会社：アサツーディ・ケイ、読売広告社
- 制作会社：円谷プロダクション

## 主題歌
「ウルトラマンナイス」
作詞：里乃塚玲央 / 作曲：小杉保夫 / 編曲：MANTA / 歌：Project DMM
当初はエアーズから8cmシングルとして発売されていたが、エアーズの解散に伴う権利の譲渡によって2000年に東芝EMIからマキシシングルとして再発売された。その際に、インストゥルメンタル版（楽器で演奏された主旋律をオリジナルカラオケに被せたもの）が追加収録されている。
Project DMMのデビュー曲。メンバー交替に伴い、2004年に新バージョンがレコーディングされた。

## 放映リスト
参照：FCティガ/ダイナ/ガイア 2001, p. 78、平成ウルトラビデオ全集 2002, p. 114, 「超オマケ！ウルトラマンナイスCMリスト」、画報 下巻 2003, p. 157, 「ウルトラマンナイスCMリスト」
| サブタイトル                               | 紹介商品                                                         | 登場怪獣                  |
| 前期（1999年夏撮影）                       | 前期（1999年夏撮影）                                             | 前期（1999年夏撮影）      |
| ------------------------------------------ | ---------------------------------------------------------------- | ------------------------- |
| 「お呼びじゃないねっ」編                   | ウルトラ怪獣シリーズ                                             | ザゴン星人                |
| 「ウルトラマンナイスの秘密…」編            | ウルトラマン 京本コレクション                                    | ザゴン星人                |
| 「口は災いの…」編                          | ウルトラヒーローシリーズ                                         | モモザゴン                |
| 「ヒコーキが欲しい…」編                    | ウルトラマンティガ ガッツマシンシリーズ                          | ブルブルザゴン            |
| 「まちがえた!!」編                         | ウルトラマンナイス ナ・ナ・ナ・ナ・ナイスなGOKAZOKU隊セット      | モモザゴン                |
| 「ベリーナイス光線発射!!」編               | ウルトラマンティガGUTS隊員スーツ                                 | ブルブルザゴン            |
| 「ウルトラマンナイスだってかっこいい!!」編 | ウルトラマンティガ・ダイナ・ガイア 変身スーツシリーズ            | モモザゴン                |
| 「春物登場!!」編                           | ウルトラマンティガ変身スーツ・GUTS隊員スーツ 春物                | ザゴン星人                |
| 「ピクニックに行こう!!」編                 | キャラのり ウルトラマン                                          | ブルブルザゴン            |
| 「ハマリ過ぎにご用心…」編                  | ウルトラマンHGシリーズ                                           | モモザゴン                |
| 後期（2000年冬撮影）                       |                                                                  |                           |
| 「出たっ!!」編                             | ウルトラマンナイス変身スーツ・GOKAZOKU隊 隊員スーツ              | タブザゴン                |
| 「未来、迷う」編                           | ウルトラマンティガ変身スーツ・GUTS隊員スーツ・ティガDX隊員スーツ | タブザゴン                |
| 「寝坊して…」編                            | ウルトラマンティガ・ダイナ・ガイア 半袖シャツパジャマ            | ブルブルザゴン            |
| 「それにひきかえ…」編                      | キャンディトイ ハイパーウルトラマン2                             | タブザゴン                |
| 「じゃまするなっ!!」編                     | ウルトラマンHGシリーズ                                           | タブザゴン                |
| 「捕らえられた未来」編                     | ウルトラマンティガ スパークレンス・ブラックスパークレンス        | ザゴン星人                |
| 「新怪獣登場」編                           | ウルトラマン ポピニカシリーズ                                    | タブザゴン                |
| 「未来の正夢」編                           | ウルトラヒーロー・怪獣シリーズ                                   | ザゴン星人                |
| 「パパ、くたびれる」編                     | ウルトラマン くたキャラシリーズ                                  | モモザゴン ブルブルザゴン |
| 「ナイスが最高!!」編                       | 格闘サウンド ウルトラマンティガVSティガダーク                    | モモザゴン ザゴン星人     |

## ウルトラマンナイスの部屋
『ニコニコ動画』のニコニコ生放送で配信されたウルトラマンナイスとマグマ星人をメインにした動画配信企画、当初はエイプリルフール企画の1つでしかなかったが、好評を得てたびたび復活することとなる。また東京ドームシティで行われる年末年始イベント『お正月だよ!ウルトラマン全員集合!!』では毎年、「ウルトラマンナイスAndゼアス」として漫才が開催されている。
- 2010年4月1日限定でニコニコ動画の配信動画と生放送動画で『シュワシュワ動画 ナイスの部屋』が配信。コメンテーターとしてマグマ星人と共に出演。ゲスト出演はウルトラマン80と『大魔神カノン』巫崎カノン役の里久鳴祐果。2010年9月24日リリーズの『ウルトラマン80 DVD30周年メモリアルBOX II』特典映像として編集映像が収録されている。
- 2010年12月15日に『ウルトラマンゼロ THE MOVIE 超決戦!ベリアル銀河帝国』公開記念として、再びマグマ星人と共に『宣伝部長ウルトラマンナイスの部屋』チャンネル生放送を配信。ゲストはウルトラマンゼロと、曲を歌ったvoyager。
- 2011年7月8日には、ウルトラマンシリーズ誕生45周年の記念イヤーの放送として『ウルトラマンナイスの部屋 in 2011 夏』の生放送を配信。ナイスとマグマ星人のコンビのほか、ゲストに桜井浩子と宮台真司、品田冬樹、カネゴンが出演。
- よみうりランド『ウルトラQ怪獣ワールド』で徹子の部屋風のセットでナイスとマグマ星人によるトークショー『ウルトラマンナイスの部屋ショー』を開催。2012年2月4日はゲストに風邪気味のウルトラマンゼロが出演。3月3日はウルトラマンサーガが出演。4月1日はウルトラウーマンベス、マグマ星人妹が出演。5月13日はカネゴン、ガラモン、ゴメス、ケムール人のほか、ウルトラマンも出演。
- 2013年10月19日に東京ドームシティ ラクーアガーデンステージで開催された『ウルトラ秋の大作戦!〜まるごと1日ウルトラマン〜』内でトークショー『ウルトラマンナイスの部屋 in ラクーアガーデンステージ』を開催。
- 『ウルトラマンフェスティバル2014』連動企画としてプロサッカー選手のコラボレーションの2014年3月30日に『ウルトラマンナイスの部屋（アウェー）vs 横浜F・マリノス（ホーム）』をニコニコ生放送、ゲストは富澤清太郎選手。また2014年8月12、13、15日に『ウルトラマンフェスティバル2014』内の光の国ウルトラ放送局M78で『ウルトラマンナイスの部屋スペシャル 地球の放送局・TBSから看板女子アナを呼んでみました!』を放送、それぞれの日にTBSアナウンサー、江藤愛、枡田絵理奈、佐藤渚がゲスト出演。
- 2014年10月11日開催の『ウルトラ秋の大作戦 〜まるごと1日ウルトラマン〜』でナイスとマグマ星人がナビゲーターとして登場し、トークショー『ウルトラ秋の大作戦 ウルトラマンナイスの部屋』を実施。司会はMCガールズのまりえお姉さん&るなお姉さんに、ゲストはレイ（南翔太）。

## その他の登場作品
『新世紀ウルトラマン伝説』
他のウルトラ戦士と共に天空魔と戦った。コンビ相手になることが多いゼアスと共に負傷し、二人でウルトラの母のマザー光線の治療を受けた。
『新世紀2003ウルトラマン伝説 THE KING'S JUBILEE』
ウルトラマンキングの誕生日を他のウルトラ戦士と共に祝福する。
『ウルトラエッグ』
Dr.エッグの正体がナイスではないかと噂されているが、本人は頑なにそれを否定している。関連書籍『ウルトラエッグ超変形ファイル』ではウルトラマンゼロに「おまえどう見たってウルトラマンナイスじゃねえか」とツッコまれている。『円谷プロ全怪獣図鑑』でもウルトラマンナイスのページでDr.エッグが紹介されている。
『ウルトラギャラクシーファイト 運命の衝突』
オリジナルキャストの宮坂ひろしが声を担当。
ウルトラマンゼアスとウルトラマンボーイと共にウルトラコロセウムで特訓する。